# Eisenheim
Eisenheim é um município da Alemanha, situado no distrito de Würzburgo, no estado da Baviera. Tem 11,56 km² de área, e sua população em 2019 foi estimada em 1.334 habitantes.